# Myszeczka cejlońska
Myszeczka cejlońska (Vandeleuria nolthenii) – gatunek gryzoni z rodziny myszowatych, występujący endemicznie na Cejlonie.

## Systematyka
Gatunek został opisany naukowo w 1929 roku przez W. Phillipsa. Pierwotnie uznawana za podgatunek myszeczki pięknej (V. nilagirica), później została uznana za podgatunek myszeczki orientalnej (V. oleracea). Wyróżnia ją jednak górskie środowisko życia, ubarwienie: ciemny rudobrązowy grzbiet i szary spód ciała, a także cechy morfologiczne: szczególnie długi ogon i większa czaszka niż u myszeczki orientalnej również żyjącej na Cejlonie, ale na mniejszych wysokościach nad poziomem morza.

## Biologia
Myszeczka cejlońska żyje wyłącznie w górach środkowej części Cejlonu (Prowincja Środkowa, choć holotyp pochodził z Prowincji Uwa). Występuje na wysokości od 1320 do 2310 m n.p.m. Prowadzi nadrzewny, nocny tryb życia, żyje w górskich lasach wiecznie zielonych.

## Populacja
Myszeczka cejlońska jest uznawana za gatunek zagrożony wyginięciem, liczebność jej populacji maleje i są one rozproszone. Zamieszkuje obszar od 11 do 500 km². Największym zagrożeniem dla gatunku jest utrata środowiska w związku z wycinką lasów i ekspansją upraw. Nie jest chroniona prawnie, występuje w jednym rezerwacie.